# Zatonięcie lugrotrawlera Cyranka
Zatonięcie lugrotrawlera „Cyranka” – katastrofa morska polegająca na zatonięciu polskiego statku rybackiego M/T „Cyranka” 4 października 1956. Był to jeden lugrotrawlerów świnoujskiego przedsiębiorstwa PPDiUR „Odra” – serii tzw. „ptaszków” (typu B 11), zbudowanych w Stoczni Północnej w Gdańsku.

## Katastrofa
Do katastrofy doszło późnym popołudniem 4 października 1956 roku na łowisku Dogger Bank na Morzu Północnym, w trakcie sztormu. W wyniku nieprawidłowo przeprowadzonego manewru z rozkazu szypra, Mariana Snopka, a także słabej stateczności, o godzinie 16:40 jednostka przewróciła się i zaczęła tonąć. 
Sześciu marynarzy uratowały dwie jednostki: polski lugrotrawler „Mysikrólik” pięciu i włoski statek „Italian Victoria” jednego. „Mysikrólik”, będący jednostką podobnego typu B 17, znajdował się czterysta metrów od miejsca wypadku i mógł dotrzeć na miejsce w ciągu pięciu minut, jednak akcja ratunkowa opóźniła się o około 41 minut z powodu wybuchu paniki na pokładzie jednostki. „Mysikrólik” uratował sternika Jana Styna, który po zatonięciu jednostki utrzymał się na powierzchni na kole ratunkowym, rybaków Władysława Bańkowskiego, Jana Gracę i Kazimierza Stabulewicza, którzy wydostali się na przewrócony statek, a potem dotarli do zerwanej z niego tratwy ratunkowej oraz piątego, odbywającego pierwszy w życiu rejs młodszego rybaka Mariana Uszkura, który po katastrofie znalazł się wewnątrz wywróconego do góry dnem trawlera. Po kilkudziesięciu minutach wewnątrz wywróconego statku dostrzegł luk, zdołał zanurkować i wypłynąć na powierzchnię, po czym podjął go „Mysikrólik”. Z 12 ludzi, którzy zginęli, jeden pozostał wewnątrz wywróconego statku, trzech utonęło od razu, a wszystkich pozostałych widziano na powierzchni. Spóźniona akcja ratunkowa sprawiła, że fale rozrzuciły ich w różnych kierunkach i tylko jednego z nich, Teodora Pałyzgę uratował statek „Italian Victoria”. „Cyranka” zatonęła przed północą, kilka godzin po przewróceniu się, zanim zdążyły podejść do niej holowniki ze sprzętem umożliwiającym wydobycie ostatniego członka załogi, który przez długi czas uderzeniami w kadłub dawał znaki życia.
W wyniku katastrofy zginęło 12 członków załogi:
- Marian Snopek – szyper,
- Zbigniew Szymański – rybak,
- Mieczysław Seryło – I mechanik,
- Henryk Mastyna – II mechanik,
- Włodzimierz Jasiński – motorzysta,
- Stanisław Górski – kucharz,
- Albin Strugała – asystent pokładowy,
- Władysław Berest – bosman,
- Aleksander Makowski – młodszy rybak,
- Marian Żelazny – rybak,
- Ignacy Malawski – młodszy rybak,
- Marian Kałuda – starszy rybak.

## Przyczyny katastrofy
Jak czytamy w raporcie komisji Instytutu Morskiego: „Główną przyczyną wywrócenia się statku podczas sztormu przy nieprawidłowo wykonanym manewrze była najprawdopodobniej mała stateczność lugrotrawlera. Jak wykazały prace Komisji, prototyp statku produkowany przez Stocznię Północną w Gdańsku od 1951 r. ani też prototyp przebudowanego nieco w 1953 r. lugrotrawlera – nie zostały poddane właściwym przeróbkom eksploatacyjnym.” Izba Morska wykryła bardzo liczne wady w budowie statków typu „Cyranka” i „Czubatka” wynikające z błędnego zaprojektowania i budowy oraz niezgodnej z zasadami bezpieczeństwa przebudowy, której dokonano, gdy statki (przeznaczone pierwotnie na Bałtyk) skierowano na Morze Północne i zwiększono im w związku z tym załogi. Katastrofy i ujawnione zaniedbania spowodowały m.in. odwołanie wiceministra żeglugi i dyrektora Centralnego Zarządu Rybołówstwa Morskiego oraz stopniowe wycofywanie statków z eksploatacji.